# Aurélio Aquileu
Aurélio Aquileu (em latim: Aurelius Achilleus) foi um usurpador romano contra o imperador Diocleciano e que reinou no Egito por alguns meses depois da morte do líder da revolta, Domício Domiciano. Ele era possivelmente o corrector de Domiciano e possivelmente assumiu o comando da revolta em dezembro de 297, quando ele morreu.
Aquileu foi finalmente capturado por Diocleciano depois de um cerco de oito meses à cidade de Alexandria e executado em 298.